# 44e division d'infanterie (France)
Pour les articles homonymes, voir 44e division.
La 44e division d'infanterie est une division d'infanterie de l'armée de terre française qui a participé à la Première et à la Seconde Guerre mondiale.

## Création et différentes dénominations
- 11 août 1914 : formation de la 44e division d'infanterie
- 5 septembre 1914 : dissolution
- mars 1940 : nouvelle formation
- juillet 1940 : dissolution

## Chefs de la44edivisiond'infanterie
- 11 - 24 août 1914 : général Soyer
- 24 août - 5 septembre 1914 : général de Vassart d'Andernay
- mars - juillet 1940 : général Robert Boissau

## Première Guerre mondiale

### Composition
- Infanterie :
  - 88e brigade du 11 août au 5 septembre 1914 :
    - 97e régiment d'infanterie
    - 159e régiment d'infanterie

  - 89e brigade du 11 août au 5 septembre 1914 :
    - 157e régiment d'infanterie
    - 163e régiment d'infanterie

  - 2e brigade coloniale du 3 au 5 septembre 1914 :
    - 5e régiment d'infanterie coloniale
    - 6e régiment d'infanterie coloniale
- Cavalerie :
  - 4 escadrons du 4e régiment de chasseurs d'Afrique du 11 août au 5 septembre 1914
- Artillerie :
  - 4 groupes de 75 du 11 août au 5 septembre 1914
- Génie :
  - compagnies 14/13, 14/17 et 14/22 du 4e régiment du génie

### Historique
- Formée d'unités mobilisées dans les 14e et 15e régions militaires, rassemblées à l'armée des Alpes
- 11 - 14 août : constitution dans la région de Lyon.
- 14 - 18 août : transport par voie ferrée dans la région de Grandvillars.
- 18 - 21 août : offensive par Dannemarie en direction de Mulhouse.
  - 19 août : combat le long de l'Ill, d'Altkirch à Illfurth. Occupation du terrain conquis.
- 21 - 25 août : retrait du front, transport par voie ferrée de la région de Belfort à celle de Saint-Dié-des-Vosges.
- 25 août - 4 septembre : mouvement vers le nord-est de Rambervillers. Engagée dans la bataille du col de la Chipotte, combats vers Ménil-sur-Belvitte, Sainte-Barbe et le col de la Chipotte.
- 5 septembre : dislocation.

### Rattachement
- Affectation organique : isolée d'août à septembre 1914

## Seconde Guerre mondiale

### Composition
- 6e régiment d'infanterie (a partir du 15 avril 1940, en remplacement de la 2e demi-brigade de chasseurs alpins),
- 173e demi-brigade d'infanterie alpine (dont dépend le 315e régiment d'infanterie alpine),
- 26e demi-brigade de chasseurs alpins,
- 91e régiment d'artillerie divisionnaire,
- 291e régiment d'artillerie lourde divisionnaire,
- 41e groupe de reconnaissance de division d'infanterie,
- Compagnies du Génie 44/1 et 44/2,
- et les services (Sapeurs mineurs, télégraphique, compagnie auto de transport, groupe sanitaire divisionnaire, groupe d'exploitation etc.)

Le15 avril 1940, elle perd la 2e demi-brigade de chasseurs alpins, envoyée en Norvège, unité remplacée par le 6e Régiment d'infanterie. 

### Historique
La division est créée le 1er mars 1940 à Dourdan, principalement en incorporant des unités de montagne (2e, 26e et 173e demi-brigade de chasseurs alpins). Concentrée d'abord dans la region d'Arcis-sur-Aube, elle est envoyée le 10 avril en Alsace, près de Bouxwiller. Au moment de l'attaque allemande le 10 mai 1940, la 44e DI, sous les ordres du général Robert Boissau, est intégrée à la Ve armée. À la fin de la bataille de France, elle ne compte plus que 2 500 hommes, rassemblés près de Mauriac (Cantal).